# Jespersen og Pio
Jespersen og Pio var et dansk bogforlag, der blev grundlagt i København 1865 af Edvard Jespersen (1831-1904). Pio var i 1864 flyttet fra Flensborg til hovedstaden på grund af udfaldet af 2. slesvigske krig. Forlagets speciale var børnebøger og oversat skønlitteratur.
Sønnen Halfdan Jespersen (1870-1952) overtog i 1898 forlaget, der 1928 blev fusioneret med V. Pios Forlag. Efter Halfdan Jespersens død blev forlaget fortsat af hans søn Iver Jespersen (1904-1995). Jespersen og Pio blev i 1985 købt af Lindhardt og Ringhof.